# Jean-Michel Baylet
Pour les articles homonymes, voir Baylet.
Jean-Michel Baylet, né le 17 novembre 1946 à Toulouse, est un patron de presse et homme politique français.
Propriétaire du groupe La Dépêche du Midi, dont il est aussi le président-directeur général, il est par ailleurs plusieurs fois secrétaire d'État et ministre délégué entre 1984 et 1993. Maire de Valence-d'Agen de 1977 à 2001 et depuis 2020, député puis sénateur de Tarn-et-Garonne, il est président du conseil général de Tarn-et-Garonne de 1985 à 2015. Il est également président du Parti radical de gauche de 1996 à 2016. Il est de nouveau ministre dans le gouvernement Manuel Valls, entre 2016 et 2017.
Il est impliqué dans plusieurs affaires, notamment une accusation de viol et d'agression sexuelle sur une mineure, non jugée en raison de la prescription.

## Biographie

### Famille
Jean-Michel Baylet est le fils de Jean Baylet, député-maire radical de Valence-d'Agen et d'Évelyne Isaac, qui ont assuré successivement la direction du groupe de presse La Dépêche du Midi.
Marie-France Marchand, qu'il a épousée en 1985, dirige le comité financier du groupe La Dépêche, ainsi que l'hebdomadaire d'annonces légales La Gazette et dirige la Fondation La Dépêche. Marie-France a repris la direction des magazines d'Hima Média, après la destitution de Jean-Christophe Tortora, considéré trop proche de Dominique Baudis, « le plus grand adversaire de La Dépêche ».
Jean-Michel Baylet a trois enfants : Victoria, chargée de mission à la Fondation « La Dépêche », Jean-Nicolas, nommé directeur délégué de La Dépêche du Midi en janvier 2011 auprès de la direction générale du groupe puis directeur général adjoint et directeur de la publication en septembre 2012 et Jean-Benoît, qui copossède l’entreprise Viking Investissement SA, avec sa mère. 
En 2000, Jean-Michel Baylet divorce de son épouse Marie-France. Cette dernière se remarie en 2002 avec Laurent Fabius, président du Conseil constitutionnel depuis 2016.

### Débuts à laDépêche du Midi
Après avoir entrepris des études de droit à l’université de Toulouse, Jean-Michel Baylet devient journaliste dans le journal de sa mère La Dépêche du Midi en 1971.
Jean-Michel Baylet accède au poste de directeur général adjoint de La Dépêche, journal de sa mère, en 1975 et devient directeur général deux ans plus tard. En 1981, il devient également le gérant du journal bi-hebdomadaire Midi olympique et de l'imprimerie Salingardes (Le Villefranchois et La Nouvelle République des Pyrénées).

### Élu de Tarn-et-Garonne et ministre sous Mitterrand
Fidèle aux traditions radicales de sa famille, Jean-Michel Baylet se lance en politique en 1973 en fondant avec Robert Fabre le Mouvement des radicaux de gauche (MRG). En 1977, il devient le secrétaire national du mouvement, chargé des fédérations. Il le préside de 1983 à 1985.
Jean-Michel Baylet est élu maire de Valence-d'Agen en 1977 à la suite de son père et de sa mère. Il est élu député de Tarn-et-Garonne en 1978 et entre au conseil général de Tarn-et-Garonne en 1985 en remplaçant sa mère comme représentant du canton de Valence et comme président de l'assemblée départementale.
Fort des liens d'amitiés entre François Mitterrand et Evelyne Baylet, soutien du candidat socialiste à travers son journal depuis 1965, Jean-Michel Baylet est appelé au sein du gouvernement Laurent Fabius en juillet 1984, comme secrétaire d'État auprès du ministre des Relations extérieures en 1984. La forte présence d'Évelyne Baylet dans sa carrière lui vaut à ses débuts les surnoms de « veau sous la mère » et « fistonné »,.
À sa sortie du gouvernement, il devient sénateur de Tarn-et-Garonne (1986) jusqu'à sa réélection comme député aux législatives de 1988. Il ne siège pas, étant nommé dans le deuxième gouvernement Rocard de juin 1988, en tant que secrétaire d'État chargé des collectivités locales en 1988, plus en adéquation avec son profil d'élu de terrain. Il est d’ailleurs à l’origine de la loi Joxe-Baylet sur l’administration territoriale adoptée le 6 février 1992 créant les communautés de communes. Dans ce même gouvernement, il succède à Olivier Stirn, contraint à la démission, comme ministre délégué au Tourisme le 17 juillet 1990.
Par tradition familiale et politique, Jean-Michel Baylet entre dans la franc-maçonnerie en 1991, au sein de la loge Demain du Grand Orient de France fondée par Roger Leray et réunissant des personnalités du monde économique et politique.
L'alternance de ses candidatures à l'Assemblée et au Sénat semble l'avoir affaibli auprès de son électorat quand il échoue aux législatives de 1993, à retrouver son siège de député, face à Jacques Briat. Il retrouve le Sénat en 1995, laissant son ancien suppléant, Jean-Paul Nunzi, reprendre la circonscription lors des législatives de 1997.
En avril 2013 il est, en sa qualité de président du conseil général, renvoyé devant le tribunal correctionnel par le juge Jean-Michel Gentil pour « non-respect des dispositions du code des marchés publics » lors de la réalisation d'un magazine interne confiée à une entreprise dont son épouse et son fils sont actionnaires. Il est relaxé en janvier 2014, les faits étant prescrits.

### PDG du groupe La Dépêche
Jean-Michel Baylet est nommé président-directeur général du groupe La Dépêche en 1995 à la suite de sa mère.
Propriétaire de la majorité du capital du groupe avec sa sœur Martine Laffont-Baylet, à travers la holding familiale EMB, il prend également 10 % du capital en son nom lors de la refonte du capital en 1999 consécutif à la vente des parts de sa sœur et de la famille Caujolle.
Le journal, hégémonique en Tarn-et-Garonne et à Toulouse, est accusé d'être un instrument politique aux mains de Jean-Michel Baylet, moyen de valoriser les actions du président du conseil général, d’ostraciser ses adversaires, et de faire pression sur les acteurs régionaux. À la suite de l'affaire Alègre, Dominique Baudis met en cause La Dépêche, et son PDG, considérant que la couverture de l'enquête par le journal a été volontairement à charge pour le salir,.
En 2007, Challenges classe au 480e rang des fortunes professionnelles françaises, Jean-Michel Baylet et sa famille, avec un patrimoine estimé à 61 millions d'euros, soit une baisse de 54 places par rapport au classement de 2006.

### Président du Parti radical de gauche
Après l'échec de la candidature de Jean-François Hory à l'élection présidentielle de 1995, Jean-Michel Baylet est élu, le 28 janvier 1996, avec 81,5 % des voix, président de Radical, qui est renommé Parti radical socialiste la même année, puis Parti radical de gauche en 1998.
Une mise en examen le visant ainsi que sa sœur, sa mère et sa femme dans le cadre de la direction de La Dépêche du Midi, empêche Jean-Michel Baylet d'intégrer le gouvernement Lionel Jospin en 1997. Dans ce dossier, il est condamné le 13 mars 2003 à six mois de prison avec sursis et 30 000 euros d’amende pour abus de biens sociaux, recel d'abus de biens sociaux, faux et usage de faux.
En 2001, il abandonne la mairie de Valence-d'Agen à son adjoint Jacques Bousquet en application de loi contre le cumul des mandats. Il est élu en 2008 conseiller municipal de Montjoi, dans le même canton, et prend les présidences de la communauté de communes des Deux Rives, du conseil de surveillance de la centrale nucléaire de Golfech et d'un syndicat d'irrigation.
Son nom circule en 2007 comme ministre d'ouverture dans le gouvernement François Fillon.
Jean-Michel Baylet est candidat à la primaire présidentielle socialiste de 2011. Seul candidat non socialiste, il insiste dans son programme sur son engagement européen. Face à la crise, il prône une « Europe fédérale », avec l'instauration d'un gouvernement économique européen, commun aux 17 pays membres de la zone euro.
Jean-Michel Baylet s’est également engagé pour la dépénalisation du cannabis estimant qu’il faudrait le vendre en pharmacie, pour l'euthanasie, ainsi que pour le mariage homosexuel. La forte médiatisation des primaires lui permet d'accroître sa notoriété[réf. nécessaire] et celle de son parti. Au soir du premier tour, le 9 octobre 2011, Jean-Michel Baylet réalise un score de 0,64 % et est ainsi éliminé au premier tour de la primaire socialiste. Il rallie ensuite François Hollande pour le second tour. Pressenti pour entrer au gouvernement Ayrault, il privilégie la nomination de Sylvia Pinel et d'Anne-Marie Escoffier, donnant à son parti une représentation équivalente à celle des écologistes au sein du gouvernement.

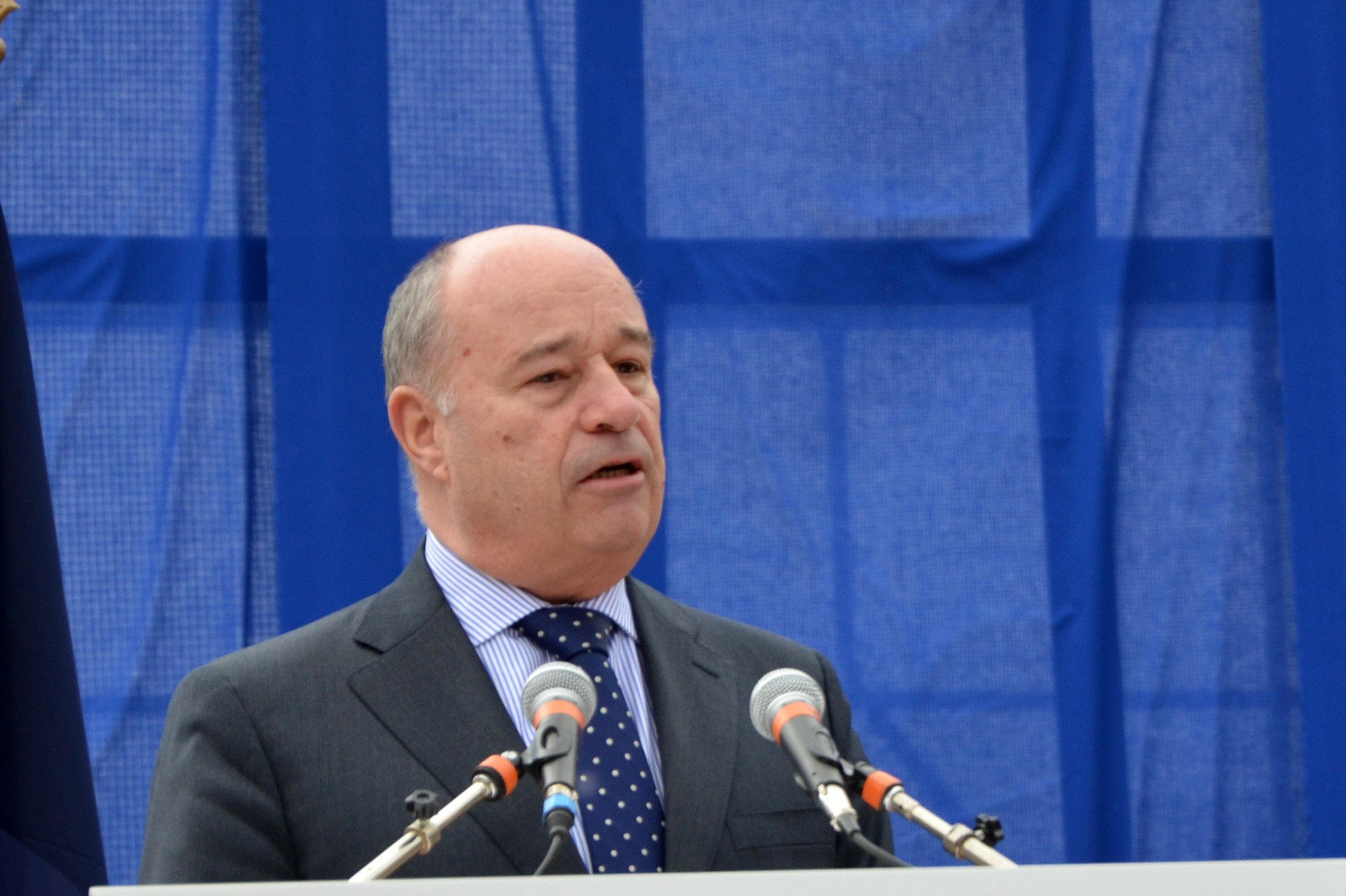
Jean-Michel Baylet en 2012.

Réélu à la présidence du PRG le 30 septembre 2012, il accentue le pouvoir de son parti au sein de la majorité présidentielle au printemps 2014 en soutenant la politique de François Hollande, alors que les autres alliés de gauche s'en détachent, obtenant un ministère de plein exercice pour Sylvia Pinel et deux secrétariats d'État, confiés à Annick Girardin et Thierry Braillard au sein du gouvernement Manuel Valls. À l'occasion de la formation du deuxième gouvernement Valls, il négocie le soutien des onze députés radicaux pour l'abandon de la suppression des conseils généraux en zone rurale.
Il est contesté localement, en particulier après les échecs de son parti aux municipales de mars 2014 en Tarn-et-Garonne. Lors des élections sénatoriales du 28 septembre 2014, alors que la droite ne présente qu'un candidat, François Bonhomme, et soutient implicitement Yvon Collin, sénateur radical sortant entré en dissidence, Jean-Michel Baylet perd son mandat de sénateur, battu au second tour par François Bonhomme.
En mars 2015, il est élu conseiller départemental dans le canton de Valence en tandem avec Christiane Le Corre,. Malgré la conservation d'une majorité de gauche, il fait de nouveau face à la dissidence d'une partie de son camp et est contraint de ne pas se représenter à la présidence du conseil départemental. C'est le divers gauche Christian Astruc qui est élu, avec les voix de la droite, face à Marie-Claude Nègre, candidate du PRG.

### Ministre sous la présidence Hollande
Le 11 février 2016, il est nommé ministre de l'Aménagement du Territoire, de la Ruralité et des Collectivités territoriales dans le gouvernement Manuel Valls (2).
Le 11 octobre 2016, la députée écologiste Isabelle Attard interpelle le ministre à l'Assemblée nationale sur des accusations de violences qui auraient eu lieu en février 2002 sur son assistante parlementaire, Bernadette Bergon. Dominique Baudis s'était notamment fait l'écho de ces accusations dans son ouvrage Face à la calomnie, publié en 2005. Jean-Michel Baylet répond que l'affaire a été classée sans suite, et porte plainte pour diffamation avant de retirer sa plainte,. Selon BuzzFeed, Bernadette Bergon a retiré sa plainte pour violences avant le classement de l'affaire et une transaction financière a eu lieu entre les deux parties. En 2006, Bernadette Bergon a assigné en référé Dominique Baudis pour avoir révélé de manière implicite cette transaction secrète avec Baylet.
Lors de la primaire citoyenne de 2017, il soutient la candidature de Sylvia Pinel. Lors de la campagne présidentielle de 2017, il annonce son soutien à Emmanuel Macron, candidat d'En marche, en dépit du soutien officiel du PRG au candidat du Parti socialiste, Benoît Hamon.

### Réélection à des mandats locaux
Candidat aux élections municipales de 2020 à Valence d’Agen, Jean-Michel Baylet l’emporte avec 54,5 % des suffrages exprimés face à une liste divers droite, ce qui lui permet de retrouver son mandat de maire, qu’il avait déjà exercé de 1977 à 2001,.
Lors des élections départementales de 2021, il est réélu dans son canton de Valence d’Agen face au Rassemblement national. Alors que la gauche retrouve la majorité au conseil départemental, Jean-Michel Baylet renonce à en briguer à nouveau la présidence, qui revient à Michel Weill (PRG). Pour expliquer cette décision inattendue, la presse avance la polémique entourant les accusations de viols et agressions sexuelles sur mineur portées contre Jean-Michel Baylet par la fille d'Yvon Collin, ami de Baylet et ancien sénateur PRG du département.

## Affaires

### Affaire Bernadette Bergon
Le 11 février 2012, alors que Jean-Michel Baylet est député du Tarn-et-Garonne, une plainte est déposée à son encontre par sa collaboratrice parlementaire Bernadette Bergon pour coup et blessure. Il l'aurait ensuite, sous la menace, contrainte à rédiger une lettre de démission. Une transaction secrète avec la victime a été trouvée, confirmée par l’avocat de Jean-Michel Baylet, pour éviter toutes fuites et le parquet a ainsi classé l'affaire sans suite, à la suite du retrait de la plainte.
Le 11 octobre 2016, à l'Assemblée nationale, la députée Isabelle Attard interpelle Jean-Michel Baylet sur ce fait, avant que son micro ne soit coupé : « M. le ministre, vous étiez encore sénateur du Tarn-et-Garonne quand votre collaboratrice parlementaire a porté plainte contre vous à la gendarmerie de Toulouse, a avancé la députée. Voici ce qu'elle a déclaré : elle était à votre domicile lorsque vous l'avez frappé au visage à plusieurs reprises M. Le ministre. Vous avez enfermé votre collaboratrice chez vous en pleine nuit entièrement dévêtue et pieds nus ». L'affaire avait été révélée par le site d'information Buzzfeed. Le 20 octobre 2016, Isabelle Attard lance une pétition demandant la démission du ministre. En réaction, le ministre dépose une plainte en diffamation contre Isabelle Attard. Cette plainte est retirée en 2018, une fois son mandat de ministre achevé.

### Gestion deLa Dépêche du Midi
Dans le cadre d'un dossier concernant sa gestion de La Dépêche du Midi, Jean-Michel Baylet est condamné le 13 mars 2003 à six mois de prison avec sursis et 30 000 euros d’amende pour abus de biens sociaux, recel d'abus de biens sociaux, faux et usage de faux.

### Accusations de viols et agressions sexuelles sur mineur
Le parquet de Paris ouvre une enquête le 9 juin 2020 sur des faits remontant à 1980 et prescrits, concernant des accusations de viols et agressions sexuelles sur mineur, que Jean-Michel Baylet conteste. Une enquête est ouverte en juin 2020 après l'envoi d'une lettre d’Yvon Collin, ancien sénateur PRG du Tarn-et-Garonne, brouillé avec Jean-Michel Baylet depuis plusieurs années. Sa fille Nathalie Collin (kinésithérapeute), 52 ans, est auditionnée en août 2020. Nathalie Collin a déposé une plainte à la suite de quoi Jean-Michel Baylet est entendu par la brigade de protection des mineurs de Paris le 25 février 2021,,,. Il est confronté le 19 octobre 2021 à la plaignante, qui l'accuse (ce qu'il conteste) de l'avoir violée entre ses 12 et 14 ans,. L'enquête est classée sans suite en 2022, pour prescription des faits.

### Affaire Pierre-Guillaume Mercadal
Jean-Michel Baylet est mentionné dans le cadre d'une affaire juridique impliquant Pierre-Guillaume Mercadal, tête de liste de la Coordination Rurale 82. Mercadal a été condamné en première instance pour cyberharcèlement dans une affaire l'opposant à Baylet et à Christian Eurgal, le maire de Montjoi à la suite d'un différend concernant un chemin communal. Mercadal considère cette condamnation comme une médaille et a porté plainte contre Eurgal. Le dossier de plainte comprend 80 pages, et un autre dossier est en préparation,.

## Positionnement politique
Jean-Michel Baylet est positionné à gauche sur l’échiquier politique (ancien président du MRG (mouvement radical de gauche) puis du PRG (parti radical de gauche). Il a été secrétaire d'État puis ministre dans les gouvernements Fabius, Rocard 2 et Cresson, sous la présidence de François Mitterrand. Il a occupé les mêmes fonctions dans les gouvernements Valls 2 et Cazeneuve, sous la présidence de François Hollande.

## Détail des mandats et fonctions

### Mandats électifs
- Maire de Valence-d'Agen (1977-2001 et depuis 2020)
- Conseiller général puis départemental, élu dans le canton de Valence (depuis 1985)
- Président de la communauté de communes des Deux Rives (depuis 2002)
- Président du Pays puis PETR Garonne-Quercy-Gascogne (depuis 2004)
- Conseiller municipal de Montjoi (2008-2020)
- Député français, élu dans la 2e circonscription de Tarn-et-Garonne (1978-1984, puis 1988)
- Président du conseil général de Tarn-et-Garonne (1985-2015)
- Sénateur français, élu en Tarn-et-Garonne (du 2 octobre 1986 au 16 juin 1988 et du 2 octobre 1995 au 30 septembre 2014)

### Fonctions gouvernementales
- 1984-1986 : secrétaire d'État auprès du ministre des Relations extérieures (gouvernement Laurent Fabius)
- 1988-1990 : secrétaire d'État chargé des Collectivités locales (gouvernement Michel Rocard (2))
- 1990-1993 : ministre délégué au Tourisme (gouvernement Michel Rocard (2), gouvernement Édith Cresson et gouvernement Pierre Bérégovoy)
- 2016-2017 : ministre de l’aménagement du territoire, de la ruralité et des collectivités territoriales (gouvernement Manuel Valls (2), Gouvernement Bernard Cazeneuve)

## Publications
- Jean-Michel Baylet, La Nouvelle alliance : pour un grand parti démocrate à la française, Paris, Robert Laffont, coll. « Franc-parler », 1985, 183 p. (ISBN 2-221-04503-3, BNF 34778648)
- Jean-Michel Baylet, L'Audace à gauche : 30 propositions pour la France, Toulouse, Privat, 2011, 91 p. (ISBN 978-2-7089-4443-5, BNF 42521093)